# Society of Vertebrate Paleontology

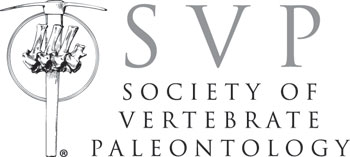
Logo der SVP

Die Society of Vertebrate Paleontology (SVP) ist eine wissenschaftliche Gesellschaft für Wirbeltier-Paläontologie mit Sitz in den USA (Deerfield, Illinois). Sie wurde 1940 gegründet und hat rund 2300 Mitglieder (2010). Jährlich findet eine Hauptversammlung statt.

## Aktivitäten
Sie versteht sich als Gesellschaft mit ausschließlich wissenschaftlicher und pädagogischer Ausrichtung. Sie tritt aktiv gegen die Lehre von Intelligent Design und Kreationismus ein und fördert die Ausbildung von Lehrern in Evolutionstheorien. Die Gesellschaft spielte auch eine Rolle in der Verschärfung der Gesetze gegen das Sammeln von Fossilien auf öffentlichem Land in den USA (Palaeontological Resources Preservation Act des US-Kongresses).
Präsident war Philip J. Currie, 2021 ist es Jessica Theodor.

## Preise und Publikationen
Zu den von ihr vergebenen Preisen zählt als wichtigster Preis die Romer-Simpson-Medaille, es gibt aber auch Preise für Arbeiten von Studenten (Romer-Preis), einen Preis für Fossilsammler (Skinner Award), für Künstler (Lanzendorf PaleoArt Prize) und für Präparatoren.
Die Society of Vertebrate Paleontology gibt verschiedene Publikationsreihen heraus:
- The Journal of Vertebrate Paleontology, 1980 an der University of Oklahoma gegründet und 1984 von der SVP übernommen.
- The SVP Memoir Series
- The News Bulletin
- The Bibliography of Fossil Vertebrates
- Palaeontologia Electronica, elektronische Zeitschrift

## Ehrenmitglieder
- 1951 Ermine Cowles Case, Charles Christman, Otto Falkenbach, William King Gregory, Charles R. Knight, Charles Lang, R. S. Lull[3]
- 1952 Barnum Brown, Pierre Teilhard de Chardin, Friedrich von Huene, Elmer S. Riggs, D. M. S. Watson
- 1953 Serafino Agostini, John German, Norman Boss
- 1955 Erik Stensiö
- 1956 Harold Cook
- 1958 Samuel Schaub
- 1959 Camille Arambourg (1885–1969)
- 1960 Jean Piveteau, Charles L. Camp
- 1961 Alexander Wetmore
- 1962 Yang Zhongjian (C. C. Young)
- 1968 Alfred S. Romer
- 1969 George Gaylord Simpson
- 1970 Leroy Kay
- 1971 Nelda E. Wright
- 1972 Rachel H. Nichols, Francis Rex Parrington (1905–1981), George E. Untermann, Billie Untermann
- 1973 Edwin H. Colbert, Hildegarde Howard, Johannes Hurzeler, Emil Kuhn-Schnyder, C. Bertrand Schultz
- 1974 Miriam Schwartz, Raymond Alf, David H. Dunkle, Tokio Shikama, Charles Mortram Sternberg (1885–1981), Theodore E. White
- 1975 Rainer Zangerl, Zofia Kielan-Jaworowska, C. Lewis Gazin, Bryan Patterson
- 1976 Paul O. McGrew, T. Stanley Westoll
- 1977 Albert E. Wood, Robert H. Denison, Loris Russell
- 1978 Robert Warren Wilson, Rene Lavocat
- 1979 Zhou Mingzhen (Minchen Chow)
- 1980 Joseph T. Gregory, Everett C. Olson
- 1986 John A. Wilson, Morris F. Skinner, William Elgin Swinton (1900–1994), Errol I. White
- 1987 Bobb Schaeffer
- 1988 Wann Langston
- 1989 Frank C. Whitmore, Donald E. Savage
- 1990 Heinz Tobien, Samuel P. Welles
- 1991 Donald Baird, Richard Dehm
- 1992 Rosendo Pascual, Herbert R. Axelrod, Theodore Downs
- 1993 James W. Kitching, John A. White, Chuan Kuei Li
- 1994 Charles A. Repenning, Percy M. Butler
- 1995 Arnold D. Lewis, Colin Patterson
- 1996 Stanley J. Olsen, Richard H. Telford, John S. McIntosh
- 1997 Meeman Chang, William D. Turnbull, Donald E. Russell
- 1998 Peter Robinson, J. Alan Holman, Nicholas Hotton III, James H. Madsen
- 1999 Mary R. Dawson, A. L. Panchen
- 2000 Dong Zhiming, Elaine Anderson
- 2001 Robert L. Carroll, Ernest L. Lundelius, Jr., Philipe Taquet
- 2002 Valentina Karatajute-Talimaa, Richard C. Fox, William A. Clemens, Ashok Sahni
- 2003 Michael Voorhies, Halszka Osmólska, Charles Richard Harrington
- 2004 Jason Lillegraven, Michael O. Woodburne
- 2005 David S. Berman, Everett Lindsay
- 2006 Charles Churcher, S. David Webb
- 2007 Wighart von Koenigswald, Chris McGowan
- 2008 Michel Brunet, James A. Hopson, Paul Martin, Margarita Erbajeva
- 2009 Oldřich Fejfar, Jerry Hooker, Wolfgang Maier
- 2010 Hans de Bruijn, John M. Harris
- 2011 Robert R. Reisz, Jean-Jacques Jaeger
- 2013 Andrew R. Miller
- ohne Jahresangabe Elwyn L. Simons, Lawrence Barnes